# Logos (Live)
Logos è il terzo album live della band tedesca di musica elettronica, i Tangerine Dream, pubblicato nel dicembre del 1982.
Esso è composto da un estratto di cinquanta minuti di un concerto che il gruppo ha fatto al Dominion Theatre di Londra, in Inghilterra. L'intera esecuzione dal vivo (di quasi due ore) è stato pubblicato nei volumi Tangerine Tree Volume 1: London 1982 e Tangerine Tree Volume 12: Croydon 1982.

## Lista delle tracce
1. Logos Part I - 25:41
  - Logos Intro - 4:32
  - Logos Cyan - 2:29
  - Logos Velvet - 4:49
  - Logos Red - 8:26
  - Logos Blue - 5:14
2. Logos Part II - 19:28
  - Logos Black – 4:36
  - Logos Green – 5:05
  - Logos Yellow – 7:05
  - Logos Coda – 2:33
3. Dominion - 5:45

## Formazione
- Edgar Froese: sintetizzatori, tastiere e chitarra elettrica.
- Christopher Franke: sintetizzatori, tastiere, batteria e percussioni elettroniche.
- Johannes Schmoelling: sintetizzatori, tastiere.

## Fonte
- http://www.voices-in-the-net.de/logos_live.htm